# Victor Raider-Wexler
Victor Raider-Wexler (n. 31 decembrie 1943, Toledo, Ohio, SUA) este un actor american de film și televiziune. Acesta este cunoscut pentru următoarele roluri: Stan din sitcomul Everybody Loves Raymond (1996–2004), domnul Kaplan și domnul Kaufman din Trăsniții din Queens (2001–2007), Igor în filmul de comedie The Adventures of Rocky and Bullwinkle⁠(d) (2000) și Judge B. Duff în Doctor Dolittle 2 (2001).
În calitate de actor de voce, acesta a fost vocea personajelor Tonoyama în Burn-Up Excess⁠(d), Asimov în Geneshaft⁠(d), Ray în Tată în stil american, Dr. Gennadi Volodnikov în Indiana Jones and the Infernal Machine⁠(d), Vendel în Tales of Arcadia⁠(d) și Fredric Estes în The Boss Baby: Back in Business⁠(d).

## Cariera
Raider-Wexler și-a început cariera în anii 1970. A fost director de scenă pentru piesa de teatru Best Friend⁠(d) din 1976. În anii 1980, acesta a început să apară în episoade din seriale precum Kate & Allie⁠(d) și Crime Story⁠(d). A devenit actor de succes în anii 1990, având roluri în seriale celebre precum The Wonder Years⁠(d), Prietenii tăi, Murder One⁠(d), Spitalul de urgență, Familia Bundy, Alright Already, Dharma & Greg⁠(d), Everybody Loves Raymond, Doctor House,Trăsniții din Queens, Seinfeld, Boston Legal, NYPD Blue - Viață de polițist⁠(d) și Dispăruți fără urmă⁠(d). A apărut adesea în roluri de avocat, judecător sau medic. A fost vocea lui Vendel, liderului trolilor, în serialul Vânătorii de Troli - Povești din Arcadia⁠(d) al companiei Netflix. De asemenea, a fost vocea lui Frederic Estes în sezonul 2 al serialului The Boss Baby: Back in Business.
Wexler a interpretat rolul lui Hershel din Ostropol în piesa „Hershel and the Hanukkah Goblins” la Centrul Comunitar Evreiesc din Greater Kansas City.
A jucat rolul lui Marley în piesa A Christmas Carol din 2016 la Kansas City Repertory Theatre⁠(d).

## Viața personală
Raider-Wexler este evreu.

## Filmografie

### Film
| An   | Titlu                                | Rol                   | Note                          |
| ---- | ------------------------------------ | --------------------- | ----------------------------- |
| 1974 | Benji                                | Payton Murrah         |                               |
| 1997 | I Love You, Don't Touch Me!          | Dad                   |                               |
| 1997 | The Fanatics                         | Executive             | Titlu alternativ: Fumbleheads |
| 1998 | Counter Measures                     | Minister Shikov       | Direct-to-video               |
| 1998 | Bury Me in Kern County               | Mr. Decapato          |                               |
| 1998 | Show & Tell                          | Lou                   |                               |
| 1998 | John                                 |                       | Scurtmetraj                   |
| 1999 | The Story of Us                      | Dr. Hopkins           |                               |
| 1999 | Treasure Island                      | Samowitz              |                               |
| 2000 | The Adventures of Rocky & Bullwinkle | Igor                  |                               |
| 2001 | Dr. Dolittle 2                       | Judge B. Duff         |                               |
| 2002 | Minority Report                      | Attorney General Nash |                               |
| 2003 | Die, Mommie, Die!                    | Sam Fishbein          |                               |
| 2003 | Power Play                           | Dr. Eisley            |                               |
| 2004 | Straight-Jacket                      | Saul                  |                               |
| 2006 | The Pursuit of Happyness             | Charlie, the Landlord |                               |
| 2007 | Saturday Morning                     | Abe                   |                               |
| 2007 | Song of David                        | Rabbi Girshek         | Scurtmetraj                   |
| 2010 | Tranced                              | Mr. Gip               |                               |
| 2011 | 3 Blind Saints                       | Judge Cartwright      |                               |
| 2015 | The Musical Genius of Moscow, Kansas | Czaslow               | Scurtmetraj                   |
| 2018 | All Creatures Here Below             | Motel Clerk           |                               |
| 2019 | It's Hell Getting Old                |                       | Scurtmetraj                   |
| 2020 | The Boss Baby: Get that Baby!        | Fredric Estes         | Voce, Scurtmetraj             |
| 2021 | Trollhunters: Rise of the Titans     | Vendel                | Voce                          |

### Televiziune
| An        | Titlu                                        | Rol                             | Note                                                                               |
| --------- | -------------------------------------------- | ------------------------------- | ---------------------------------------------------------------------------------- |
| 1977      | Snowbeast                                    | Deputy Holt                     | Film de televiziune                                                                |
| 1985      | All My Children                              | Jake                            | Episodul: "#1.3895"                                                                |
| 1985      | Stone Pillow                                 | Joe                             | Film de televiziune                                                                |
| 1985      | Kate & Allie                                 | Vladimir Zhevchencho            | Episodul: "Dress to Kill"                                                          |
| 1986      | Crime Story                                  | Mr. Levin                       | Episodul: "Pilot" Sub numele Victor Raider Wexler                                  |
| 1987      | Leg Work                                     | Steiner                         | Episodul: "Blind Trust"                                                            |
| 1990      | Monsters                                     | Dr. Robert Winston              | Episodul: "Stressed Environment"                                                   |
| 1990      | Mathnet                                      | Ernest Merchant                 | Episodul: "The Case of the Parking Meter Massacre" Sub numele Victor Raider Wexler |
| 1991      | Law & Order                                  | Harold Morton                   | Episodul: "Mushrooms"                                                              |
| 1993      | The Wonder Years                             | "Pistol Pete" Pedermier         | Episodul: "Alice in Autoland"                                                      |
| 1993      | The Larry Sanders Show                       | Doctor                          | Episodul: "The Breakdown: Part 1" Sub numele Victor Wexler                         |
| 1993–1998 | Seinfeld                                     | Doctor, Dr. Wexler              | 4 episoade                                                                         |
| 1993      | The Second Half                              | Art                             | Episodul: "The Gym"                                                                |
| 1994      | Saved by the Bell: The College Years         | Professor Rich                  | Episodul: "Love and Death"                                                         |
| 1994      | Dream On                                     | Shmool                          | Episodul: "I Never Promised You Charoses, Martin"                                  |
| 1994      | The John Larroquette Show                    | Man                             | Episodul: "John and Carol"                                                         |
| 1994      | Death of a Cheerleader                       | Judge                           | Film de televiziune                                                                |
| 1994      | Law & Order                                  | Defense Attorney Wheeler        | Episodul: "Family Values"                                                          |
| 1995      | Madman of the People                         | Johnny                          | Episodul: "The Pen is Mightier Than the Sword"                                     |
| 1995      | Liz: The Elizabeth Taylor Story              | Joe Mankiewicz                  | Film de televiziune                                                                |
| 1995      | Brotherly Love                               | Mr. Levenstein                  | Episodul: "Uptown Girl"                                                            |
| 1995      | Murder One                                   | Dr. Cohen                       | Episodul: "Chapter Five"                                                           |
| 1995      | Friends                                      | Doctor Karl                     | Episodul: "The One with the Baby on the Bus"                                       |
| 1995      | Love & War                                   | Doctor                          | Episodul: "Tradition"                                                              |
| 1996      | Married... with Children                     | Floyd Babcock                   | Episodul: "Calendar Girl"                                                          |
| 1996      | Sisters                                      | Mr. Littlemeyer                 | Episodul: "Nothing Personal"                                                       |
| 1996      | The John Larroquette Show                    | Samson                          | Episodul: "Intern Writer"                                                          |
| 1996      | Living Single                                | Judge Wills                     | Episodul: "Moi the Jury"                                                           |
| 1996      | The Drew Carey Show                          | Paul Van Houten                 | 2 episoade                                                                         |
| 1996–2004 | Everybody Loves Raymond                      | Stan                            | 9 episoade                                                                         |
| 1996      | Public Morals                                | Robber                          | Episodul: "The Tuna Cover"                                                         |
| 1996      | 3rd Rock From the Sun                        | Janitor                         | Episodul: "Gobble, Gobble, Dick, Dick"                                             |
| 1997      | ER                                           | Vascular Doctor                 | Episodul: "Fortune's Fools"                                                        |
| 1997      | Lois & Clark: The New Adventures of Superman | Dr. Dussel                      | Episodul: "Meet John Doe"                                                          |
| 1997      | Extreme Ghostbusters                         | Additional voices               | Episodul: "Be Careful What You Wish For"                                           |
| 1997      | NYPD Blue                                    | Hyman Kozman                    | Episodul: "Alice Doesn't Fit Here Anymore"                                         |
| 1997      | Alright Already                              | Sol                             | 2 episoade                                                                         |
| 1997      | Michael Hayes                                |                                 | Episodul: "Retribution"                                                            |
| 1997      | Burn-Up Excess                               | Tonoyama                        | Voce, Dublaj englez                                                                |
| 1998      | Caroline in the City                         | Marv                            | Episodul: "Caroline and the Quiz Show"                                             |
| 1998      | Significant Others                           | Lew Douglas                     | Miniserie televizată Episodul: "Matters of Gravity"                                |
| 1998      | Working                                      | Frank Thompson                  | Episodul: "The Brown Noser"                                                        |
| 1998      | Maggie                                       | Colleague                       | Episodul: "Ballad of Maggie Day"                                                   |
| 1999      | NetForce                                     | Moe Panzer                      | Film de televiziune                                                                |
| 1999      | Rugrats                                      | Announcer, Delivery Man, Mr. G. | Voce, episodul: "Silent Angelica/Tie My Shoes"                                     |
| 1999      | The Jamie Foxx Show                          | Mayor Deerdon                   | Episodul: "Fire and Desire: Part 2"                                                |
| 1999–2000 | Batman Beyond                                | Guard, Muscles                  | Voce, 2 episoade                                                                   |
| 1999      | The Lot                                      | Leo Sylver                      |                                                                                    |
| 1999      | Stark Raving Mad                             | Nicholas                        | Episodul: "Sometimes a Fritter Is Just a Fritter"                                  |
| 1999      | Family Law                                   | Phillip Reston                  | Episodul: "Holt vs. Holt"                                                          |
| 2000      | The Michael Richards Show                    | Doctor                          | Episodul: "Mr. Irresistible"                                                       |
| 2000–2001 | Two Guys, a Girl and a Pizza Place           | Fire Chief Felix Shaw           | 9 episoade                                                                         |
| 2000      | Buddy Faro                                   | Dr. Studwell                    | Episodul: "Done Away in a Manger"                                                  |
| 2001      | Three Sisters                                | Dr. Meltzer                     | Episodul: "The Dry Spell"                                                          |
| 2001      | DAG                                          | Senator Courtney                | Episodul: "Off the Record"                                                         |
| 2001–2007 | The King of Queens                           | Mr. Kaplan, Mr. Kaufman         | 11 episoade                                                                        |
| 2001      | Geneshaft                                    | Asimov                          | Voce, episodul: "Hoshi wo tsugu mono" Sub numele Victor Raider Wexler              |
| 2001      | It's Like, You Know...                       | Funeral Director                | Episodul: "The Quick and the Dead"                                                 |
| 2001      | The Beast                                    | Consul General                  | Episodul: "Travinia: Part 1"                                                       |
| 2001      | Men Behaving Badly                           | Lou the Furrier                 | Episodul: "The Fur Man Cometh"                                                     |
| 2001      | Inside Schwartz                              | Richard                         | Episodul: "Play-Action Fake Boyfriend"                                             |
| 2002      | The Tick                                     | Stanistoff                      | Episodul: "The Tick vs. Justice"                                                   |
| 2002      | Dharma & Greg                                | Leo, Marty Hoffman              | Episoadele: "The Diamond Ring" și "The Parent Trap"                                |
| 2002      | Judging Amy                                  | Dr. Norwood                     | Episodul: "Cause for Alarm"                                                        |
| 2002      | The West Wing                                | Bernie, Panel Member on TV      | Episodul: "Process Stories"                                                        |
| 2002      | Reba                                         | Cranky Old Man                  | Episodul: "Cookies for Santa"                                                      |
| 2002      | Life at Five Feet                            | Mr. Marshack                    | Film de televiziune                                                                |
| 2003      | Sabrina the Teenage Witch                    | The Judge                       | Episodul: "In Sabrina We Trust"                                                    |
| 2003      | Angel                                        | Magnus Hainsley                 | Episodul: "Just Rewards"                                                           |
| 2003–2004 | Oliver Beene                                 | Super                           | 3 episoade                                                                         |
| 2003      | Secret Santa                                 | Bob                             | Film de televiziune                                                                |
| 2004      | Eve                                          | Nick's Boss                     | Episodul: "Party All the Time"                                                     |
| 2004      | Crossing Jordan                              | Maury                           | Episodul: "Revealed"                                                               |
| 2004      | Boston Legal                                 | Dr. Bender                      | Episodul: "Still Crazy After All These Years"                                      |
| 2004      | NYPD Blue                                    | Judge Kolisch                   | Episoadele: "My Dinner with Andy" și "I Like Ike"                                  |
| 2005      | Committed                                    | Russian Cleaners Man            | Episodul: "The Pilot Episode"                                                      |
| 2005      | House                                        | Judge Winter                    | Episodul: "DNR"                                                                    |
| 2005      | Numbers                                      | Eddie                           | Episodul: "Counterfeit Reality"                                                    |
| 2005      | Without a Trace                              | Mr. Keoneke                     | Episodul: "Second Sight"                                                           |
| 2006      | The War at Home                              | Rabbi                           | Episodul: "13 Going on $30,000"                                                    |
| 2006      | Courting Alex                                | Mr. Hankers                     | Episodul: "A Moving Story"                                                         |
| 2007      | My Name Is Earl                              |                                 | Episodul: "Buried Treasure"                                                        |
| 2007      | NCIS                                         | Patrick Carmody                 | Episodul: "Suspicion"                                                              |
| 2007–2013 | American Dad!                                | Ray                             | Voce, 6 episoade                                                                   |
| 2007      | Legion of Super-Heroes                       | Dr. Neerg, Reptilian Scientist  | Voce, episodul: "Cry Wolf"                                                         |
| 2007      | 'Til Death                                   | Marshall Duffy                  | Episodul: "The Colleague"                                                          |
| 2016–2018 | Trollhunters: Tales of Arcadia               | Vendel                          | Voce, 23 de episoade                                                               |
| 2018      | The Boss Baby: Back in Business              | Frederic Estes                  | Voce, 7 episoade                                                                   |
| 2019      | 3Below: Tales of Arcadia                     | Vendel                          | Voce, episodul: "The Big Sleep"                                                    |
| 2020      | Wizards: Tales of Arcadia                    | Vendel                          | Voce, 3 episoade                                                                   |

### Jocuri video
| An   | Titlu                                  | Rol                                             | Note                            |
| ---- | -------------------------------------- | ----------------------------------------------- | ------------------------------- |
| 1997 | The Curse of Monkey Island             | Slappy Cromwell, Snowcone Guy                   |                                 |
| 1999 | Star Trek: Hidden Evil                 | Romulan Guard, Computer                         | Sub numele Victor Raider Wexler |
| 1999 | Indiana Jones and the Infernal Machine | Dr. Gennadi Volodnikov                          |                                 |
| 2001 | Floigan Bros.                          | Baron Malodorous                                | Sub numele Victor Raider Wexler |
| 2001 | Star Wars: Galactic Battlegrounds      | Empire Scout Captain, Prowler Submarine Captain |                                 |
| 2003 | The Lord of the Rings: War of the Ring | Saruman                                         |                                 |
| 2003 | The Hobbit                             | Balin, The Master of Laketown                   | Sub numele Victor Raider Wexler |
| 2003 | James Bond 007: Everything or Nothing  | Diverse personaje                               |                                 |
| 2004 | Call of Duty: Finest Hour              | Diverse personaje                               |                                 |
| 2004 | GoldenEye: Rogue Agent                 | Diverse personaje                               |                                 |
| 2005 | Champions: Return to Arms              | Diverse personaje                               |                                 |
| 2006 | SWAT 4: The Stetchkov Syndicate        | Old Man Hostage, Lionel MacArthur               |                                 |
| 2006 | Saints Row                             | Radio Voice                                     | Sub numele Victor Raider Wexler |
| 2006 | Guild Wars: Nightfall                  | Prince Ahmtur the Mighty, Diverse personaje     |                                 |
| 2007 | Supreme Commander                      | Diverse personaje                               | Sub numele Victor Raider Wexler |
| 2007 | Supreme Commander: Forged Alliance     | Diverse personaje                               |                                 |
| 2007 | Golden Axe: Beast Rider                | Diverse personaje                               | [ 10 ]                          |
| 2010 | Darksiders                             | Diverse personaje                               | Sub numele Victor Wexler        |
| 2011 | The Elder Scrolls V: Skyrim            | Diverse personaje                               |                                 |